# 張鑛 (崇禎進士)
參數所指定的目標頁面不存在，建議更正成存在頁面或直接建立下列一個頁面（建立前請先搜尋是否有合適的存在頁面可以取代）：
- 张矿

張鑛（？—？），號錬初，一作号鍊初，福建兴化府莆田縣人，明末清初政治人物。同進士出身。

## 生平
萬曆四十六年（1618年）戊午科福建鄉試第十二名舉人，崇禎七年（1634年），登甲戌科會試第一百八十名，廷試三甲第二百三十四名進士，吏部觀政，九年任順天府鄉試同考官，十年授中书舍人。。

## 家族
曾祖张汝曜，乡宾；祖张潜；父张庄。